# X Games Barcelona 2013
X Games Barcelona 2013  blev afholdt fra d. 16. maj til d. 19. maj 2013 i Barcelona, Spanien. Dette var første gang sommer-X Games blev afholdt i Europa. Der var planlagt 16 konkurrencer, hvor Moto X Freestyle og RallyCross dog måtte aflyses grundet henholdsvis for meget vind og for meget regn, hvorfor der blev uddelt 14 guldmedaljer i alt. Danske Rune Glifberg fik desuden en 4. plads i Skateboard Park.

## Medaljeoversigt

### Skateboarding
| Disciplin                    | Guld           | Sølv           | Bronze         |
| ---------------------------- | -------------- | -------------- | -------------- |
| Skateboard Vert (m)          | Bucky Lasek    | Marcelo Bastos | Mitchie Brusco |
| Skateboard Big Air (m)       | Bob Burnquist  | Mitchie Brusco | Elliot Sloan   |
| Skateboard Street League (m) | Nyjah Huston   | Paul Rodriguez | Manny Santiago |
| Skateboard Park (m)          | Pedro Barros   | Curren Caples  | Brad McClain   |
| Skateboard Park (k)          | Lizzie Armanto | Alana Smith    | Julz Lynn      |

### BMX
| Disciplin   | Guld             | Sølv           | Bronze             |
| ----------- | ---------------- | -------------- | ------------------ |
| BMX Vert    | Jamie Bestwick   | Simon Tabron   | Vince Byron        |
| BMX Park    | Gary Young       | Ryan Nyquist   | Scotty Cranmer     |
| BMX Street  | Garrett Reynolds | Bruno Hoffmann | Stevie Churchill   |
| BMX Big Air | Zack Warden      | Vince Byron    | Colton Satterfield |

### Motocross
| Disciplin            | Guld                     | Sølv                     | Bronze                   |
| -------------------- | ------------------------ | ------------------------ | ------------------------ |
| Moto X Speed & Style | Mike Mason               | Mat Rebeaud              | Nate Adams               |
| Moto X Freestyle     | aflyst pga. dårligt vejr | aflyst pga. dårligt vejr | aflyst pga. dårligt vejr |
| Moto X Best Whip     | Edgar Torronteras        | Jeremy Stenberg          | Josh Hansen              |
| Moto X Step Up       | Ronnie Renner            | Josh Hansen              | Matt Buyten              |
| Enduro X (m)         | Mike Brown               | Colton Haaker            | Cody Webb                |
| Enduro X (k)         | Laia Sanz                | Maria Forsberg           | Sandra Gomez Cantero     |

### Rally
| Disciplin  | Guld                     | Sølv                     | Bronze                   |
| ---------- | ------------------------ | ------------------------ | ------------------------ |
| RallyCross | aflyst pga. dårligt vejr | aflyst pga. dårligt vejr | aflyst pga. dårligt vejr |